# اوتو کوردس
اوتو کوردس (انگلیسی: Otto Cordes; ۳۱ اوت ۱۹۰۵ – ۲۴ دسامبر ۱۹۷۰) بازیکن واترپلو اهل آلمان بود.